# Katuaq
Katuaq – centrum kultury w Nuuk, stolicy Grenlandii. Jest usytuowane w dzielnicy Nuuk Centrum. Zostało oddane do użytku 15 lutego 1997 roku. Jest wykonane według projektu duńskich architektów z Aarhus: Schmidta Hammera oraz Lassena.
Katuaq jest kulturalnym centrum Nuuk a także całej Grenlandii. Odbywają się tutaj spektakle teatralne, seminaria, wykłady, wystawy, koncerty i konferencje. Znajduje się tu także kawiarnia Cafétuaq oraz kino. Jest usytuowane w pobliżu centrum handlowego Nuuk Center oraz w pobliżu budynków rządu i parlamentu Grenlandii oraz rady miasta.